# Eurocon 1988
Eurocon 1988, acronim pentru Convenția europeană de science fiction din 1988, a avut loc la Budapesta în  Ungaria, pentru prima dată în această țară.